# Roger Vergé
Roger Vergé (Commentry, 7 de abril de 1930-Mougins, 5 de junio de 2015) fue un cocinero y escritor francés, exponente de la Nouvelle cuisine.

## Biografía
Hijo de un herrero, se inició como mecánico, pero se pasó a la cocina, pasión que le inculcó su tía Célestine. A los diecisiete años entró como aprendiz en el Hôtel-Restaurant Le Bourbonnais de su ciudad natal, bajo las órdenes de Alexis Chanier. Posteriormente trabajó en La Tour d'Argent y el Plaza Athénée en París, antes de partir hacia el extranjero: trabajó en el restaurante Mansour de Casablanca (Marruecos), L'Oasis (Argelia), en Kenia y Rhodesia. De vuelta a Francia, trabajó en los restaurantes del Hôtel de Paris en Montecarlo (Mónaco) y Le Club de Cavalière (Le Lavandou). Alternó este último, donde trabajaba en verano, con estancias en el Ocho Ríos de Jamaica en invierno. En 1968 fue nombrado director de restauración de los Juegos Olímpicos de Grenoble.
En 1969 compró el restaurante Le Moulin de Mougins, en el que afianzó su carrera, con una cocina de herencia clásica basada en la famosa cocina provenzal. Uno de sus secretos estribó en las salsas, de las que llegó a decir: «las salsas son para el cocinero como los colores para el pintor». Elogiado por el crítico Henri Gault, en 1974 obtuvo las tres estrellas de la Guía Michelin. En 1972 fue nombrado Mejor Obrero de Francia.
En 1982 abrió Les Chefs de France en Epcot, un parque temático localizado en Walt Disney World Resort en Florida, junto con Paul Bocuse y Gaston Lenôtre.

## Obras
- Ma Cuisine du Soleil (1978)
- Les Fêtes de Mon Moulin (1993)
- Les Légumes de Mon Moulin (1997)
- Les Tables de Mon Moulin (1998)
- Les Fruits de Mon Moulin (1999)